# Abarenicola
Abarenicola is een geslacht van mariene borstelwormen (Polychaeta) uit de familie Arenicolidae.
De geslachtsnaam werd in 1959 voorgesteld door George Philip Wells. Aanleiding was een herziening van de soorten die in het geslacht Arenicola waren ingedeeld. Wells verdeelde die soorten over drie geslachten: naast Arenicola waren dat Arenicolides (door Félix Mesnil oorspronkelijk voorgesteld in 1898) en het nieuwe geslacht Abarenicola.

## Soorten
- Abarenicola assimilis
- Abarenicola claparedi
- Abarenicola devia
- Abarenicola gilchristi
- Abarenicola insularum
- Abarenicola pacifica
- Abarenicola pusilla